# Hoxhaizem
Hoxhaizem je politična ideologija in različica antirevizionističnega marksizma-leninizma, ki se je razvila leta 1978 zaradi razkola v protirevizionističnem gibanju, ki se je pojavilo po ideološkem sporu med kitajsko komunistično partijo in albansko komunistično partijo. Ideologija je poimenovana po Enverju Hoxhi, dolgoletnemu diktatorju komunistične Albanije.
Hohxaizem je zaznamoval strogo zagovarjanje zapuščine Josifa Stalina in njegovega režima, organizacije Sovjetske zveze v času stalinizma, in ostro kritiko tako rekoč vseh drugih komunističnih skupin kot revizionističnih, kot je evrokomunizem, definira kot protikomunistična gibanja.
Hoxhaizem je uveljavljal pravico narodov, da sledijo socializmu po različnih poteh, ki jih narekujejo razmere v teh državah, čeprav je Hoxha osebno zagovarjal stališče, da je bil titoizem v splošni praksi "antimarksističen".